# Stazione di Cressa-Fontaneto
Stazione di Cressa-Fontaneto vasútállomás Olaszországban, Cressa településen.

## Vasútvonalak
Az állomást az alábbi vasútvonalak érintik:
- Domodossola-Novara-vasútvonal

## Kapcsolódó állomások
A vasútállomáshoz az alábbi állomások vannak a legközelebb:
- Stazione di Borgomanero
- Stazione di Suno